# إيغور تشوبايس
إيغور بوريسوفيتش تشوبايس (مواليد 27 أبريل 1947، برلين الشرقية) (بالروسية: И́горь Бори́сович Чуба́йс) هو فيلسوف وعالم اجتماع روسي، دكتور في العلوم، ومؤلف العديد من الأعمال العلمية والصحفية.
هو أول عميد قسم «الدراسات الروسية» في معهد العلوم الاجتماعية، ومدير المركز المشترك بين الجامعات للدراسات الروسية في كلية العلوم الإنسانية والاجتماعية بالجامعة الروسية لصداقة الشعوب في موسكو. وهو عضو مجلس إدارة اتحاد الكتاب الروس.
وهو الأخ الأكبر للسياسي ورجل الأعمال الروسي أناتولي تشوبايس. لا يؤيد إيغور تشوبايس النشاط السياسي لأخيه ولا يتواصل معه.

## روابط خارجية
- Краткая биография Игоря Чубайса, переводы публикаций в зарубежных СМИ
- Rozmowa o polityce Rosji
- Биография